# Adam Amman
Adam Amman war ein Schweizer Bildhauer des 17. Jahrhunderts, tätig in Freiburg im Üechtland.
Adam Amman war ein Sohn von Stephan Amman, der von 1586 bis 1627 Stadtbildhauer von Freiburg im Üechtland war. Er war um 1650 Mitglied der St.-Lukasbrüderschaft zu Freiburg. Sein Name ist nur urkundlich überliefert.